# Alsdorf, Altenkirchen
Alsdorf là một xã thuộc huyện Altenkirchen, trong bang Rheinland-Pfalz, phía tây nước Đức. Xã Alsdorf, Altenkirchen có diện tích 5,93 km², dân số thời điểm ngày 31 tháng 12 năm 2006 là 1764 người.